# UCI Asia Tour 2023
Die UCI Asia Tour 2023 ist die 19. Austragung einer Serie von Straßenradrennen auf dem asiatischen Kontinent, die zwischen dem 27. Januar 2023 und dem 16. Oktober 2023 stattfinden soll. Die UCI Asia Tour ist Teil der UCI Continental Circuits und liegt von ihrer Wertigkeit unterhalb der UCI ProSeries und der UCI WorldTour.
Geplant sind 9 Eintagesrennen und 20 Etappenrennen, die in die UCI-Kategorien eingeteilt wurden.

## Rennen
| Datum                        | Land | Rennen                                                    | Klasse | Sieger                | Team                                 |
| ---------------------------- | ---- | --------------------------------------------------------- | ------ | --------------------- | ------------------------------------ |
| 27. – 31. Januar 2023        | UAE  | Tour of Sharjah                                           | 2.2    | Adne van Engelen      | Roojai Online Insurance              |
| 30. Januar – 3. Februar 2023 | KSA  | Saudi Tour                                                | 2.1    | Ruben Guerreiro       | EF Education – EasyPost              |
| 10. Februar 2023             | OMA  | Muscat Classic                                            | 1.1    | Jenthe Biermans       | Arkéa-Samsic                         |
| 12. – 16. März 2023          | TWN  | Tour de Taiwan                                            | 2.1    | Jeroen Meijers        | Terengganu Polygon Cycling Team      |
| 1. – 6. April 2023           | THA  | The Princess Maha Chakri Sirindhorns Cup Tour of Thailand | 2.1    | Tegshbayar Batsaikhan | Roojai Online Insurance              |
| 21. April 2023               | IRN  | Tour of Isfahan                                           | 1.2    | abgesagt              | abgesagt                             |
| 24. April 2023               | IRN  | Tour of Shiraz                                            | 1.2    | abgesagt              | abgesagt                             |
| 27. April 2023               | IRN  | Tour of Kish Island                                       | 1.2    | abgesagt              | abgesagt                             |
| 11. Mai 2023                 | UZB  | The Tour Oqtosh – Chorvoq – Mountain I                    | 1.2    | Ulugbek Saidov        | Team Novo Nordisk                    |
| 12. Mai 2023                 | UZB  | The Tour Oqtosh – Chorvoq – Mountain II                   | 1.2    | Periklis Ilias        | Griechenland                         |
| 13. Mai 2023                 | UZB  | Tour of Bostonliq I                                       | 1.2    | Daniil Marukhin       | Kasachstan                           |
| 14. Mai 2023                 | UZB  | Tour of Bostonliq II                                      | 1.2    | Ilkhan Dostiyev       | Vino Sko Team                        |
| 17. Mai 2023                 | UZB  | Grand Prix Samarkand                                      | 1.2    | abgesagt              | abgesagt                             |
| 18. Mai 2023                 | UZB  | Grand Prix Afrosiyob                                      | 1.2    | abgesagt              | abgesagt                             |
| 18. – 21. Mai 2023           | IRN  | Tour of Marand                                            | 2.1    | Nikita Tsvetkov       | Tashkent Uzbekistan                  |
| 21. – 28. Mai 2023           | JPN  | Tour of Japan                                             | 2.1    | Nathan Earle          | JCL Team Ukyo                        |
| 2. Juni 2023                 | JPN  | Kozagawa-City International Road Race                     | 1.2    | abgesagt              | abgesagt                             |
| 2. – 4. Juni 2023            | JPN  | Tour de Kumano                                            | 2.2    | Atsuhsi Oka           | JCL Team Ukyo                        |
| 7. – 11. Juni 2023           | KOR  | Tour de Korea                                             | 2.1    | abgesagt              | abgesagt                             |
| 8. – 11. Juni 2023           | AZE  | Aziz Shusha                                               | 2.2    | Emanuele Ansaloni     | Team Technipes                       |
| 8. – 12. Juni 2023           | PHL  | Go Philippines Tour International                         | 2.2    | abgesagt              | abgesagt                             |
| 4. – 6. Juli 2023            | MYS  | Jelajah Malaysia                                          | 2.2    | abgesagt              | abgesagt                             |
| 21. – 23. Juli 2023          | CHN  | Tour of Huangshan                                         | 2.2    | Julien Trarieux       | China Glory Continental Cycling Team |
| 26. August 2023              | IRN  | Tour of Kandovan                                          | 1.2    | Anton Kuzmin          | Almaty Astana Motors                 |
| 27. – 31. August 2023        | IRN  | Tour of Iran                                              | 2.1    | Saeid Safarzadeh      | Tianyoude Hotel Cycling Team         |
| 2. – 6. September 2023       | INA  | Tour de Singkarak                                         | 2.2    | abgesagt              | abgesagt                             |
| 3. September 2023            | CHN  | Ocean Cup China PingTan International Road Cycling Race   | 1.2    | abgesagt              | abgesagt                             |
| 8. – 10. September 2023      | JPN  | Tour de Hokkaido                                          | 2.2    | abgebrochen           | abgebrochen                          |
| 8. – 12. September 2023      | CHN  | Tour of Poyang Lake                                       | 2.2    | Lyu Xianjing          | China Glory Continental Cycling Team |
| 23. – 24. September 2023     | CHN  | Tour of Binzhou                                           | 2.2    | Lucas Carstensen      | Roojai Online Insurance              |
| 1. Oktober 2023              | JPN  | Oita Urban Classic                                        | 1.2    | Ryan Cavanagh         | Kinan Cycling Team                   |
| 4. – 7. Oktober 2023         | IRN  | Tour of Marand - Aras                                     | 2.1    | abgesagt              | abgesagt                             |
| 4. – 8. Oktober 2023         | MYS  | Tour of Peninsular                                        | 2.1    | abgesagt              | abgesagt                             |
| 4. – 8. Oktober 2023         | SYR  | International Syrian Tour                                 | 2.1    | abgesagt              | abgesagt                             |
| 7. – 9. Oktober 2023         | JPN  | Tour de Kyushu                                            | 2.1    | Andrei Seiz           | Astana Qazaqstan Team                |
| 14. – 16. Oktober 2023       | CHN  | Trans-Himalaya Cycling Race                               | 2.2    | Carlos Torres         | SCOM - Taishantiyu Team              |
| 22. Oktober 2023             | HKG  | Sun Hung Kai Properties Hong Kong Cyclothon               | 1.1    | Lukas Pöstlberger     | Team Jayco AlUla                     |
| 5. November 2023             | JPN  | Mine AKIYOSHI-DAI Karst International Road Race           | 1.2    | Benjamin Prades       | JCL Team UKYO                        |
| 12. November 2023            | JPN  | Tour de Okinawa                                           | 1.2    | Masaki Yamamoto       | JCL Team UKYO                        |

## Gesamtwertung
| Platz | Fahrer                        | Nation     | Team                            | Punkte  |
| ----- | ----------------------------- | ---------- | ------------------------------- | ------- |
| 1.    | Alexey Lutsenko               | Kasachstan | Astana Qazaqstan Team           | 1485,29 |
| 2.    | Sainbajaryn Dschambaldschamts | Mongolei   | Terengganu Polygon Cycling Team | 640     |
| 3.    | Yevgeniy Fedorov              | Kasachstan | Astana Qazaqstan Team           | 429,33  |
| 4.    | Daniil Maruchin               | Kasachstan | Vino Sko Team                   | 396     |
| 5.    | Tegshbayar Batsaikhan         | Mongolei   | Roojai Online Insurance         | 365     |

| Platz | Team | Nation | Punkte |
| ----- | ---- | ------ | ------ |
| 1.    |      |        |        |
| 2.    |      |        |        |
| 3.    |      |        |        |
| 4.    |      |        |        |
| 5.    |      |        |        |

| Platz | Nation     | Punkte  |
| ----- | ---------- | ------- |
| 1.    | Kasachstan | 3645,24 |
| 2.    | Mongolei   | 1367    |
| 3.    | Japan      | 1280    |
| 4.    | Usbekistan | 1227,98 |
| 5.    | Thailand   | 890     |